# Stazione di Albanova
La stazione di Albanova è una fermata ferroviaria posta sul tronco comune alle linee Roma-Formia-Napoli e Villa Literno-Cancello. È posta nel centro abitato di San Cipriano d'Aversa, al confine con Casapesenna, ma prende il nome dal comune di Albanova, che in passato raggruppava, oltre alla stessa San Cipriano, anche Casal di Principe e Casapesenna.

## Storia
La stazione venne inaugurata il 5 luglio 1928, con l'apertura complessiva della ferrovia Roma-Formia-Napoli. Aveva un buon traffico merci, costituito principalmente di derrate alimentari, poi diminuito fino alla chiusura dello scalo merci negli anni 1990. Nei primi anni 2000 è diventata una stazione impresenziata e nel 2006, in seguito ai lavori di regolarizzazione che hanno scollegato dalla rete tutti i binari originariamente presenti tranne i due attualmente utilizzati, è diventata de facto una fermata.

## Strutture e impianti
La stazione dispone di due binari passanti per il servizio viaggiatori (numerati 2 e 3, il 2 per i treni in direzione Napoli Centrale e il 3 per quelli verso Roma Termini) e un fabbricato viaggiatori con sala d'attesa. All'esterno della stazione è presente un parcheggio.

## Movimento
La fermata è servita da treni regionali svolti da Trenitalia nell'ambito del contratto di servizio stipulato con la Regione Campania. Non tutti i regionali sulla linea fermano in stazione, ma solo quelli facenti parte della tratta Roma Termini - Napoli Centrale e Formia-Gaeta - Napoli Centrale.
Nel 2007, il traffico giornaliero medio era di 149 unità.

## Servizi
- Sala d'attesa[2]